# Хадсунд
Хадсунд (дан. Hadsund) је град у северној Данској у покрајини Северна Данска, где са околним насељима чини једну од општина, Општину Маријагерфјорд.

## Историја
Хадсунд је званично основан 1854, када је добио трговачке повластице. Пре тога је био само терминал трајекта са дозволом да држи пијаце на обе стране фјорда. Године 1861 покренута је трговина. Железничка веза са Рандерсом је отворена 1883, а од 1900. и до Алборга. Хадсунд је имао две железничке станице, односно Хадсунд северну станицу, која је лежала у самом граду, и Хадсунд јужну станицу која се налазила у јужном делу града. Северна станица је срушена 1985. Берза је затворена 1. априла 1969.

### Име града
Порекло имена Хадсунд није са сигурношћу познато. Вероватно објашњење је да назив потиче од имена села Хадеруп на јужној страни залива 500 метара од Хадсунда Југ.

### Грб Хадсунда
Грб Хадсунда је дизајнирао Линд Медсен, а 1937. је постао званични грб града. На грбу је приказан стари железнички мост. Два дела симболизују две бивше општине. Четири таласа симболизују четири села која се налазе у бившој општини Хадсунд: Скелунд, Висборг, Виве и Хадсунд. Полумесец који се појављује у врху симболизује нову општину, и звезде су симбол дуговечности.

## Демографија
Према подацима из 2012. у Хадсунду на Химмерланду живи 4994 становника а у Хадсунду Југ на Кроњиланду живи 463 становника.
| Год. | Број кућа | Број становника | Промена |
| ---- | --------- | --------------- | ------- |
| 1801 |           | 9               | -       |
| 1840 |           | 7               | -2      |
| 1870 |           | 270             | +63     |
| 1880 |           | 390             | +120    |
| 1890 | 110       | 701             | +311    |
| 1921 | 376       | 1.971           | +1.270  |
| 1930 |           | 2.415           | +444    |
| 1955 | 1.175     | 2.484           | +69     |
| 1986 |           | 4.000           | +1.516  |
| 1997 |           | 5.103           | +1.103  |
| 2006 |           | 5.526           | +423    |
| 2007 |           | 5.524           | -2      |
| 2008 |           | 5.542           | +18     |
| 2009 | 2.558     | 5.484           | -58     |
| 2010 |           | 5.498           | +14     |
| 2011 |           | 5.519           | +21     |
| 2012 |           | 5.457           | -62     |